# Twiehausen

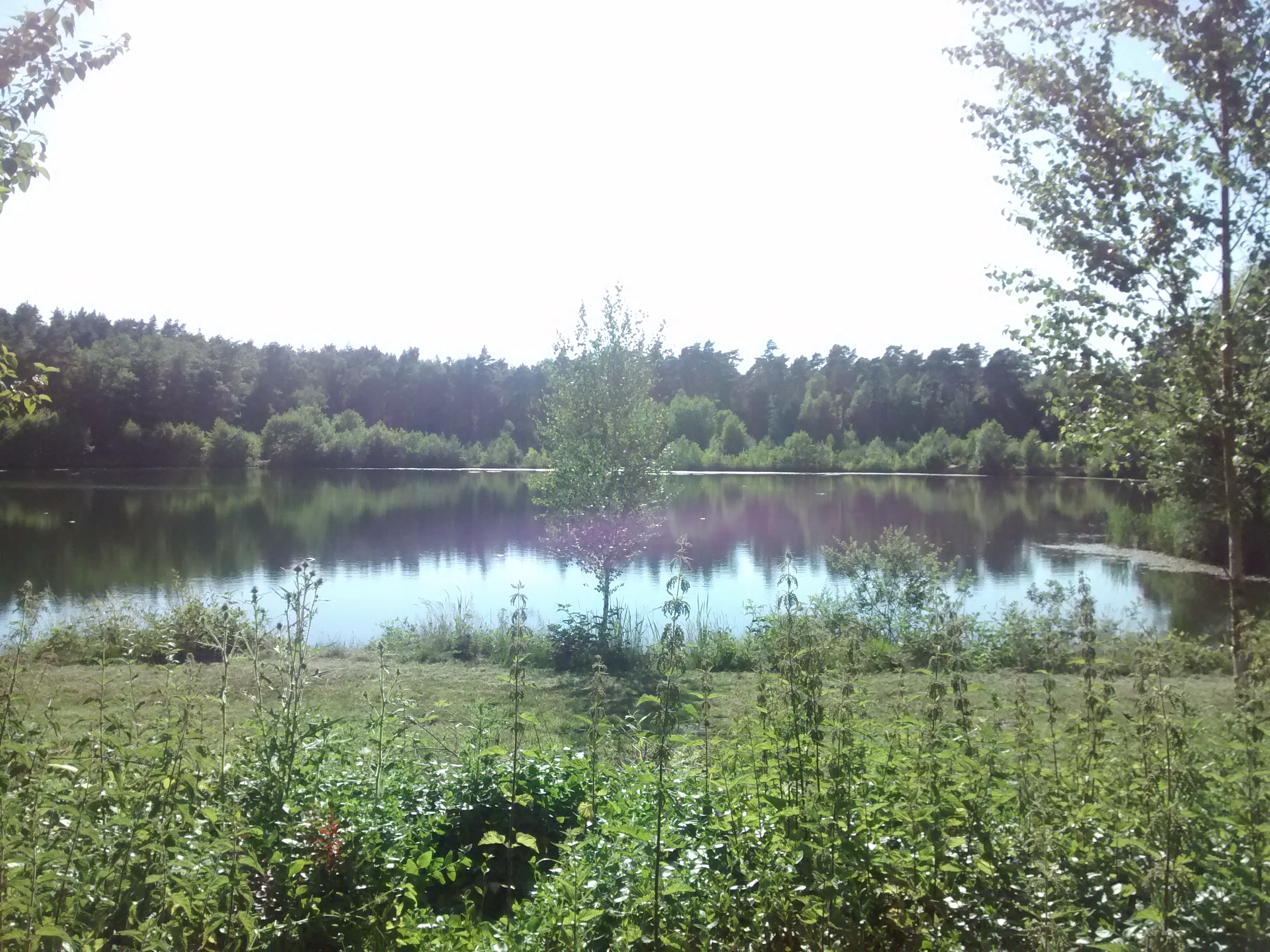
Kultivierter und großzügiger Fischteich in Stemwede

Twiehausen (niederdeutsch: Twiesens) ist ein Ortsteil der Gemeinde Stemwede im nordrhein-westfälischen Kreis Minden-Lübbecke. Twiehausen ist eine überwiegend landwirtschaftliche Streusiedlung. Die Kapelle ist Johannes geweiht.

## Geschichte
1229 wurde Twiehausen erstmals urkundlich erwähnt, als der ritterliche Lehnsmann der beiden Ritter Berno und Heidolfus de Lavelsloh den Zehnten in Twiehausen dem Kloster Levern für vier Mark verkaufte. Von 1807 bis 1810 gehörte der Ort zum Kanton Levern des napoleonischen Satellitenstaats Königreich Westphalen. Von 1811 bis 1813 gehörte Twiehausen unmittelbar zu Frankreich und dort zur Mairie Levern im Arrondissement Minden des Departements der Oberen Ems. 1816 kam Twiehausen zum neuen Kreis Rahden, aus dem 1832 der Kreis Lübbecke wurde. Im Kreis Lübbecke gehörte Twiehausen zunächst zur Gemeinde Destel im Amt Levern. 
Am 1. April 1936 wurde Twiehausen aus der Gemeinde Destel ausgegliedert und zu einer eigenen Gemeinde im Amt Levern.
Am 1. Januar 1973 wurde Twiehausen durch das Bielefeld-Gesetz mit zwölf weiteren Gemeinden zur neuen Gemeinde Stemwede zusammengefasst. Zum damaligen Zeitpunkt hatte die Gemeinde knapp 800 Einwohner, woraus die für Nordrhein-Westfalen sehr geringe Einwohnerdichte von nur 47 Einw./km² resultierte. Die damalige Gemeinde Twiehausen war mit 16,8 km² etwas größer als der heutige Ortsteil – ein Resultat der Gebietsabtretungen im Südosten und vor allem Nordosten des Gemeindegebiets im Zuge der Kommunalreform an die Stadt Rahden, die größer waren als die geringen Gebietsgewinne von der ehemaligen Gemeinde Vehlage.

## Verkehr
Die nächste Anschlussstelle ist Kirchlengern an der A 30.